# جحر الأرنب (فلم)
جحر الأرنب (بالإنجليزية: Rabbit Hole) فيلم درامي أمريكي تم إصداره عام 2010 من إخراج جون ميتشيل و بطولة نيكول كيدمان، آرون إيكهارت

## ملخص قصة
تنقلب الحياة للزوجين متحابان يشكلان أسرة مثالية رأساً على عقب بعد وفاة ابنهما الصغير في حادث.

## إنتاج
عرض الفيلم لأول مرة في مهرجان تورونتو السينمائي الدولي في سبتمبر 2010.  و حازت نيكول كيدمان على استحسان النقاد لأدائها و حصلت على جائزة الأوسكار و جائزة غولدن غلوب وجائزة نقابة ممثلي الشاشة لأفضل ممثلة. و حقق 5.1 مليون دولار فقط مقابل ميزانيته البالغة 3 ملايين دولار. و تم تصويره في حي بايسايد مدينة نيويورك. 

## روابط خارجية
مقالات تستعمل روابط فنية بلا صلة مع ويكي بيانات